# Reitnau
Reitnau is een gemeente en plaats in het Zwitserse kanton Aargau, en maakt deel uit van het district Zofingen.
Reitnau telt 1.263 inwoners.